# Greg Clark (Politiker, 1967)

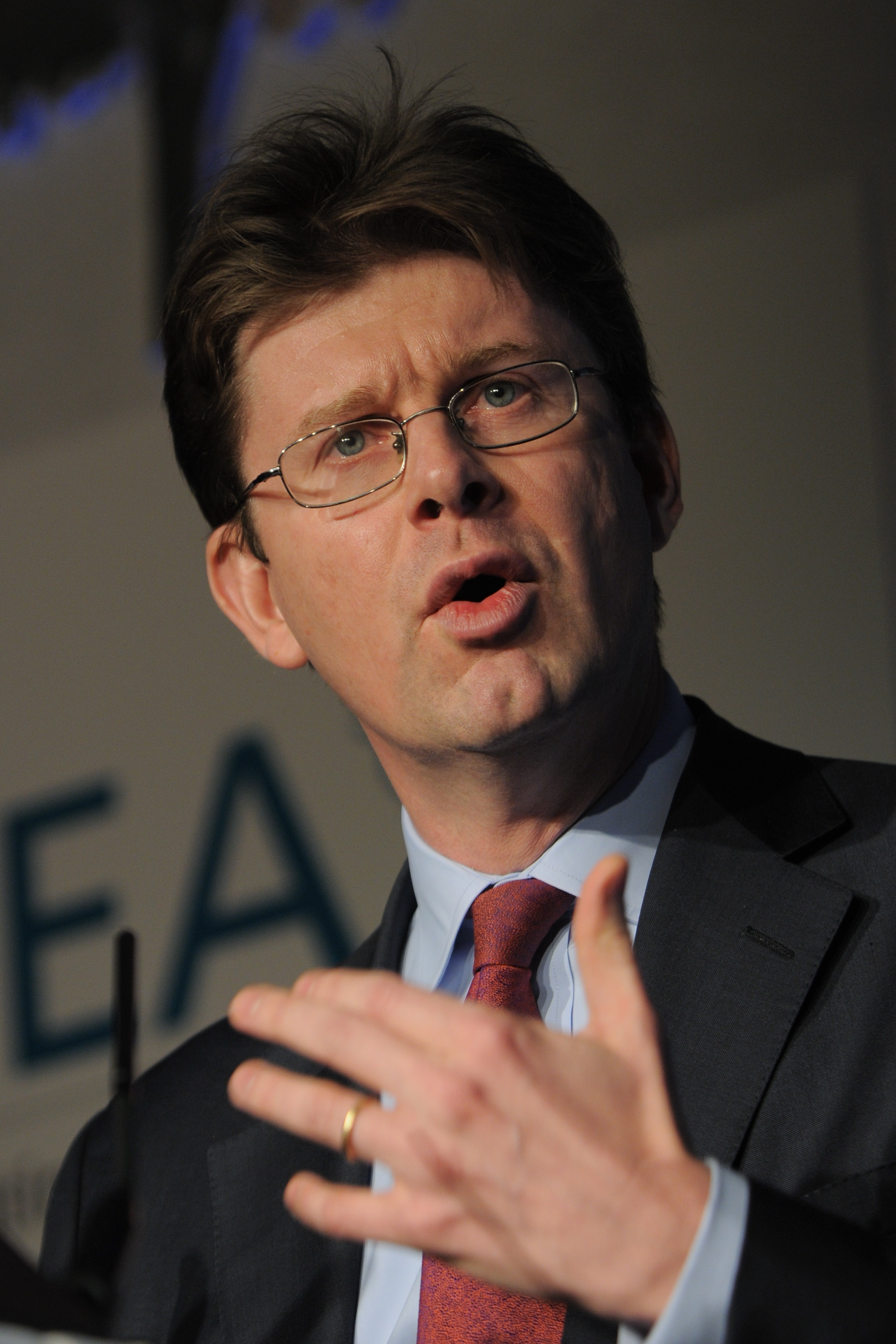
Greg Clark, 2008

Greg Clark (* 28. August 1967 in Middlesbrough) ist ein britischer Politiker der Conservative Party.

## Leben
Nach seiner Schulzeit an der South Bank Comprehensive School studierte Clark Wirtschaftswissenschaften am Magdalene College in Cambridge und danach in London an der London School of Economics and Political Science, wo er seinen Ph.D. erreichte. Nach seinem Studium war Clark als Berater für Ian Lang von 1996 bis 1997 tätig.
2005 wurde Clark für den Wahlkreis Tunbridge Wells als Abgeordneter der Conservative Party in das Britische Unterhaus gewählt.
Nach dem Wahlsieg seiner Partei bei der Unterhauswahl 2015 wurde Clark Minister für Kommunen und lokale Selbstverwaltung im Kabinett Cameron II.
In der ersten Regierung von Theresa May bekleidete er das neu geschaffene Amt des Ministers für Wirtschaft, Energie und Industriestrategie (Secretary of State for Business, Energy and Industrial Strategy), das er auch in der zweiten Regierung May innehatte. Nach dem Amtsantritt von Boris Johnson als Premierminister, kündigte er am 24. Juli 2019 seinen Rücktritt an.
Am 4. September 2019 wurde er aufgrund seiner parlamentarischen Gegenwehr gegen einen Brexit ohne EU-Austrittsabkommen aus der Fraktion der Conservative Party ausgeschlossen.
Clark ist verheiratet und hat drei Kinder. Er lebt mit seiner Familie in Tunbridge Wells.